# Chiesa di San Sebastiano (Lecce)
La chiesa di San Sebastiano è una piccola chiesa rinascimentale del centro storico di Lecce. Venne edificata nel 1520 in onore di san Sebastiano, protettore degli appestati.

## Storia e descrizione
La chiesetta sorse sul luogo di una preesistente chiesa rupestre dedicata ai SS. Leonardo, Rocco e Sebastiano, riportata alla luce nel 1762, occasione in cui si credette di aver ritrovato le spoglie dei santi Oronzo, Giusto e Fortunato. 
La piccola facciata in pietra leccese con semplice profilo a spioventi, è ingentilita da una teoria di archetti pensili al di sotto dei quali si apre il portale sormontato da un architrave che poggia su due colonne scanalate. Portale e architrave sono decorati con motivi floreali e simbolici.
L'edificio, sconsacrato nel 1967, presenta un semplice impianto planimetrico a navata unica. Le pareti laterali, scandite da arcate a tutto sesto, ospitavano sette altari, oggi quasi tutti smembrati. Nell'area presbiteriale è posizionato un altare con lo stemma della famiglia Prato. Del corredo decorativo originario restano solo alcuni affreschi del XVI secolo raffiguranti la Madonna del Buon Consiglio, il Santissimo Crocifisso, la Madonna del Soccorso e un'immagine della Pietà.
Verso la fine del XVIII secolo venne edificato l'attiguo convento di Cappuccine denominato Le Pentite, in cui si ricoveravano le donne pentite della loro vita da dissolute.